# 少女地獄
『少女地獄』（しょうじょじごく、旧仮名:せうぢよぢごく）は、探偵小説作家夢野久作の書翰体系式の短編小説集。1936年（昭和11年）に黒白書房から刊行された。そのうち「殺人リレー」のみ『新青年』の昭和9年（1934年）10月号に掲載された。

## あらすじ
何んでも無い
医師・臼杵の前に可憐な自称19歳の少女・姫草ユリ子が現れた。ユリ子は優秀な看護婦だが、病的な虚言癖があった。それが臼杵や周囲の者にばれてしまい姿を消す。1か月後、ユリ子が自殺したという知らせが届くが……。
殺人リレー
田舎から上京してバスガイドになったトミ子のもとに、小学校の同級生でバスガイドのツヤ子からバスの運転士・新高は結婚詐欺師で殺人者だから、もし配属されてきたら気をつけろという手紙を受け取る。その1週間後、ツヤ子は不審な事故死を遂げる。その後、トミ子のもとに新高が配属され、トミ子はツヤ子の仇を討とうとするが、新高に魅せられ……。
火星の女
県立女学校で焼身自殺体が発見される。その後立て続けに校長の失踪や発狂、女教師の自殺や書記の大金拐帯などが起こる。そして卒業生の遺書が発見され、校長等の悪事が暴かれる。

## 映画
- 夢野久作の少女地獄（1977年、日活）
- ユメノ銀河（1997年、ケイエスエス）